# Luigi Davide Roveda
Luigi Davide Roveda (all'anagrafe Davide Antonio Luigi Roveda) (Arquata Scrivia, 6 novembre 1900 – Arquata Scrivia, 6 gennaio 1977) è stato un calciatore italiano, di ruolo attaccante.

## Carriera
Con la Novese disputa 35 gare con 9 gol nei campionati di Prima Divisione 1922-1923 e Prima Divisione 1923-1924.
Successivamente gioca per altre tre stagioni in massima serie con la Sampierdarenese e con La Dominante.
Lasciato il club genovese nel 1928, milita in seguito nel Pontedecimo.